# Ленард Кемна
Ленард Кемна (њем. Lennard Kämna; 9. септембар 1996) њемачки је професионални бициклиста који тренутно вози за  ворлд тур тим Лидл—трек. освојио је једном првенство Њемачке у вожњи на хронометар и остварио је по једну етапну побједу на Ђиро д’Италији и Тур де Франсу. Освојио је златну медаљу у вожњи на хронометар за јуниоре на Свјетском првенству, као и сребрну у друмској трци и бронзану у вожњи на хронометар за возаче до 23 године на Свјетском првенству, док је освојио по златну медаљу у вожњи на хронометар на Европском првенству за јуниоре и за возаче до 23 године; освојио је златну медаљу у екипном хронометру на Свјетском првенству са тимом Санвеб.
Возио је за тим Стелтинг 2015. године, прије него што су се његов тим и тим Култ енерџи Котбус спојили прије почетка сезоне 2016.

## Каријера
Као јуниор возио је за локални тим у Бремену, а са 14 година преселио се у Котбус, гдје је похађао школу спорта. Године 2014. освојио је златну медаљу у вожњи на хронометар за јуниоре на Свјетском првенству, након што је претходно исте године освојио Европско првенство и првенство Њемачке у вожњи на хронометар за јуниоре. Године 2015. завршио је трећи на Свјетском првенству у вожњи на хронометар за возаче до 23 године у Ричмонду, гдје је возио у другом кругу возача, по јаком вјетру и киши, док су првопласирани Мадс Вирс Шмидт и другопласирани Максимилијан Шахман возили у првом кругу возача, када је вријеме било повољније. У јуну је освојио првенство Њемачке у вожњи на хронометар за возаче до 23 године. Године 2016. освојио је такмичење Бундеслига за возаче до 23 године и првенство Њемачке у брдском бициклизму, након чега је 14. септембра освојио златну медаљу на Европском првенству у вожњи на хронометар за возаче до 23 године.
Године 2017. прешао је у ворлд тур тим Санвеб и возио је своју прву гранд тур трку — Вуелта а Еспању, након чега је возио Свјетско првенство, гдје је освојио златну медаљу у екипном хронометру са тимом Санвеб, за који су возили још Том Димулен, Мајкл Метјуз, Вилко Келдерман, Серен Краг Андерсен и Сем Омен, а затим је освојио сребрну медаљу у друмској трци за возаче до 23 године, завршивши иза Беное Коснефрое. У јуну 2018. Санвеб је објавио да ће Кемна узети паузу од бициклизма, како би размислио о својим дугорочним циљевима у каријери, након што није возио од Милано—Санрема у марту због болести. Бициклизму се вратио у августу 2018. а 2019. године возио је Тур де Франс по први пут.
Године 2020. прешао је у Бора—ханзгро тим, а прву побједу у каријери остварио је у августу, када је побиједио на четвртој етапи Критеријума ди Дофине. Крајем августа возио је Тур де Франс 2020. који је због пандемије ковида 19 био помјерен. На етапи 13 је био у бијегу и завршио је на другом мјесту, изгубивши у спринту од Данијела Мартинеза на успону Пиј Мари. На етапи 16 је поново био у бијегу и напао је на одлучујућем успону, гдје му се придружио Ричард Карапаз; на спусту се одвојио од Карапаза, а на последњем успону је повећавао предност и побиједио је са минут и по испред, остваривши прву побједу на Туру и на некој гранд тур трци. Године 2021. остварио је једну етапну побједу на Вуелта а Каталуњи, док је 2022. по први пут возио Ђиро д’Италију, гдје је добио награду за најагресивнијег возача на првој етапи, а затим је остварио побједу на четвртој етапи, одспринтавши Хуана Педра Лопеза на успону Етна и преузео је плаву мајицу, за лидера брдске класификације. Мајицу је носио на три етапе, а изгубио је након седме етапе, када је дошао до другог мјеста у генералном пласману. У наставку трке је радио за Џаја Хиндлија и завршио на 19 мјесту, док је Хиндли освојио Ђиро.
Године 2023. завршио је Тирено—Адријатико на четвртом мјесту, а затим је возио Ђиро д’Италију, гдје је био лидер тима, заједно са Александром Власовим и завршио је на деветом мјесту у генералном пласману.